# Mali Slatnik
Mali Slatnik je naselje v Občini Novo mesto.